# Pirates (2021)
Pirates ist eine Filmkomödie von Reggie Yates, die im November 2021 in die Kinos im Vereinigten Königreich kam.

## Handlung
Cappo, Two Tonne und Kidda sind ehemalige Schulkameraden, leben im Norden Londons und planen als Garage-Musiker ganz groß rauszukommen. Sie packen ihr Equipment aus ihren Kinderzimmern in einen klapprigen, bananengelben Peugeot 205 und begeben sich an Silvester 1999 auf einen Roadtrip durch die Stadt. Ihr Ziel ist die Millenniumsparty „Twice as Nice“ in Vauxhall.

## Produktion

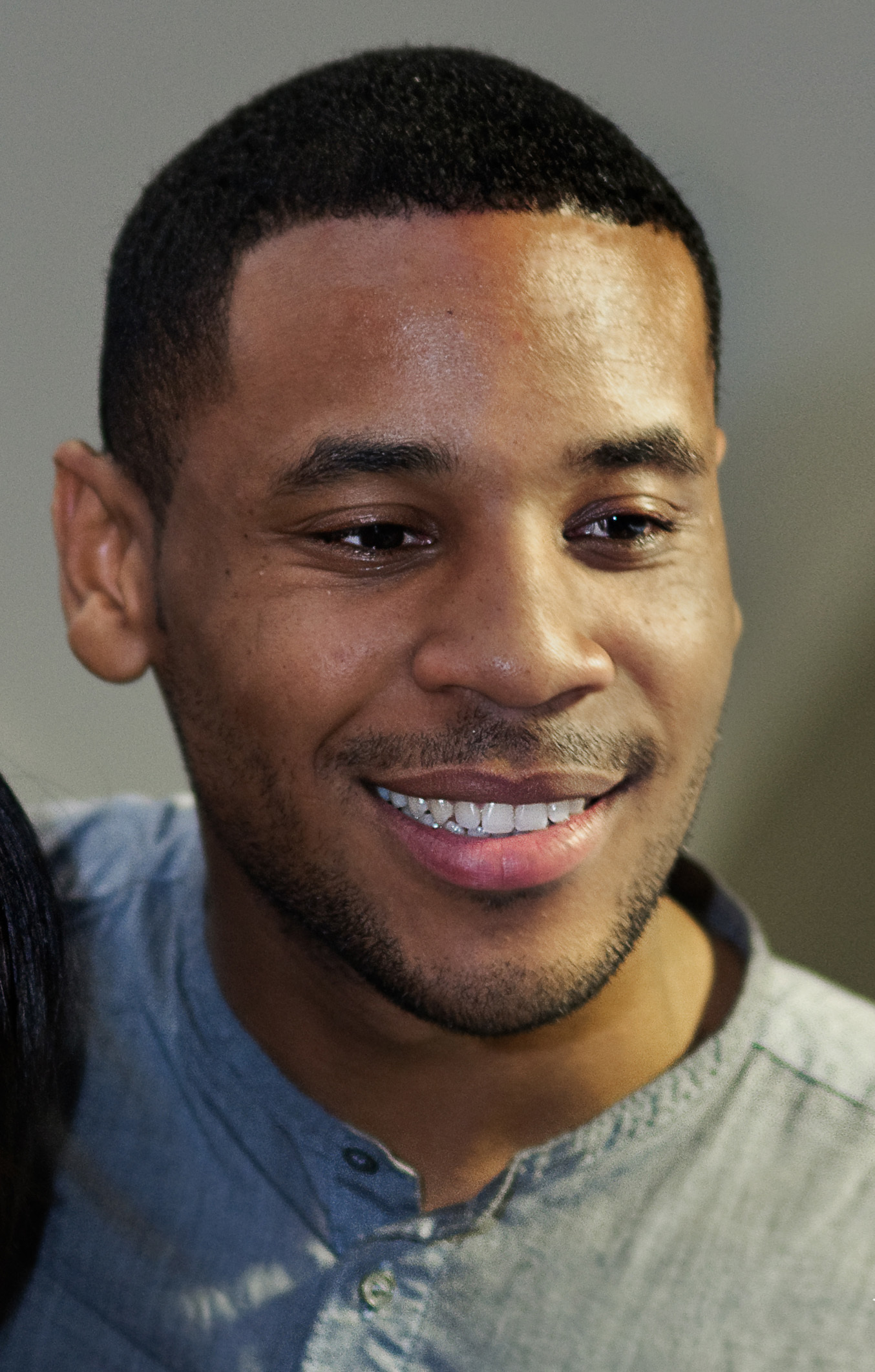
Regisseur Reggie Yates

Es handelt sich bei Pirates um das Regiedebüt des Schauspielers und Fernsehmoderators Reggie Yates bei einem Langfilm, der auch das Drehbuch schrieb. Zuvor führte der 1983 im Norden Londons geborene Yates bei mehreren Kurzfilmen Regie, für die er auch die Drehbücher schrieb. Hauptberuflich ist Yates Moderator und Sprecher für BBC Radio 1. Ab 2011 produzierte für die BBC auch mehrere preisgekrönte Dokumentarfilme.
Er lehnte sich bei Pirates an die Filme Superbad und The Night Before und den Film La Haine von Mathieu Kassovitz an, der ihn stark beeinflusste. Als er diesen im Alter von 14 Jahren gesehen hatte, war Yates von der atemberaubenden Darstellung der Pariser Banlieues überwältigt. Über die drei Teenager in Pirates, die an einem entscheidenden Punkt in ihrem Leben stehen, sagte der Regisseur: „In diesem Film steckt so viel von London und so viel von meiner Vergangenheit.“ Subkulturen hätten ihn schon immer unglaublich interessiert, so Yates weiter. Als er als Teenager Quadrophenia von 1979 gesehen hatte, wollte er Mod werden, weil er sich sofort dieser Subkultur zugehörig fühlte.
Der Soundtrack von Pirates ist vollgepackt mit Garage-Hymnen, darunter A Little Bit of Luck vom UK Garage/Two Step-Duo DJ Luck & MC Neat, wobei Yates den Song mit verändertem Bassline-Drop verwendet. Ebenso zu hören sind die Pioniere der britischen Garage-Szene, die Musikgruppe Dreem Teem, und Sticky, Ms. Dynamite, So Solid Crew und Wookie. Ihre Musik spielt im Film eine wichtige Rolle, und Yates schrieb sie ins Drehbuch, allerdings kannten die Schauspieler ihre Songs nicht. „Ich habe über 20 Jahre mit diesen Platten gelebt“, sagte Yates. „Als jemand, der als MC angefangen hat und dem man beigebracht hat, wie man Platten mischt, kennt man diese Songs genau.“
Elliot Edusah, Jordan Peters und Reda Elazouar spielen das im Zentrum des Films stehende Trio, die ehemaligen Schulkameraden Cappo, Two Tonne und Kidda. Kassius Nelson ist in der Rolle von Sophie zu sehen.
Der Film kam am 26. November 2021 in die Kinos im Vereinigten Königreich und in Irland. Ab 11. März 2022 wurde er beim South by Southwest Film Festival vorgestellt.

## Rezeption

### Kritiken
Von den bei Rotten Tomatoes aufgeführten Kritiken sind alle positiv.

### Auszeichnungen
British Independent Film Awards 2021
- Nominierung für das Beste Drehbuchdebüt (Reggie Yates)
- Nominierung für die Beste Filmmusik (Iain Cooke)
- Nominierung für das Beste Casting (Shaheen Baig)